# 扎波利亚尔内 (科米共和国)
扎波利亚尔内（羅馬化：Zapolyarnyy）是俄罗斯科米共和国的市级镇，属沃尔库塔市。
该地2021年有人口1,352人；2010年人口1,948；2002年人口4,708；1989年人口7,760。